# ARO Heimtextilien
Die Michael A. Roth Holding GmbH & Co. KG war das beherrschende Unternehmen der ARO Heimtextilien GmbH, einer deutschen Fachmarktkette für Teppichböden, Teppiche, Bodenbeläge und Tapeten in Deutschland im Besitz des Unternehmers und Sportfunktionärs Michael A. Roth. Unternehmenssitz war Nürnberg. Ende August 2015 meldete ARO zum zweiten Mal Insolvenz an. Die Geschäfte wurden geschlossen und die verbliebenen 350 Mitarbeiter gekündigt.

## Struktur
Die Michael A. Roth Holding GmbH & Co. KG konsolidiert die nachfolgend genannten Unternehmen.
- ARO Holding GmbH, Nürnberg
- ARO Heimtextilien GmbH, Nürnberg
- NEODON - Werke - Bodenbeläge GmbH, Krumbach

## Unternehmensgeschichte
Benannt ist das Unternehmen nach Firmengründer und -besitzer Michael A. Roth. Dieser begann 1956 im mittelfränkischen Demantsfürth (Landkreis Neustadt an der Aisch-Bad Windsheim) mit dem Handel von Bodenbelägen, die er mit seinem eigenen Fahrzeug auslieferte. Vier Jahre später richtete er im Ort das erste Geschäft mit Lager ein.
Dem kontinuierlichen Wachstum in den folgenden Jahren folgte 1972 die Verlagerung der Zentrale in den Norden Nürnbergs und die Errichtung eines Lagers zur logistischen Versorgung der Filialen vor allem im nordbayerischen Raum.
Seit 1975 gehört mit der seit 1963 bestehenden NEODON-Werke-Bodenbeläge GmbH im schwäbischen Krumbach (Landkreis Günzburg) auch ein eigener Produktionsbetrieb von Teppichböden zum Unternehmen. In den 1980er und 1990er Jahren wuchs das Filialnetz auf über 100 Filialen vorwiegend in Nordbayern und Baden-Württemberg. Auch nach Südbayern und Hessen hat sich das Unternehmen mittlerweile ausgedehnt und verfügt darüber hinaus über einzelne Filialen in Nordrhein-Westfalen, Rheinland-Pfalz und im Saarland.
Zur Produktpalette gehören neben Bodenbelägen aller Art auch Tapeten und Gardinen und jeweiliges Zubehör. Der Umsatz betrug über 100 Millionen €. 2008 sank dieser Wert aufgrund der allgemein schlechten Wirtschaftslage erstmals wieder unter diese Marke und es wurden Sparmaßnahmen eingeleitet. So wurde die Zahl der Filialen reduziert, die Zahl der Beschäftigten ging auf etwa 800 Anfang 2009 zurück.
Die Krise setzte sich in den folgenden Jahren fort und 2012 betrug der Umsatz nur noch etwa 50 Millionen € bei 86 Filialen und 480 Beschäftigten. Im August 2013 beantragte das Unternehmen ein Schutzschirmverfahren und damit eine dreimonatige Gläubigerschonfrist. Einen Monat vor dem Ablaufen der Frist wurde ein Insolvenzplan eingereicht. Die Anzahl und Größe der Filialen sollte weiter sinken. Zudem sollte ein Viertel der Beschäftigten entlassen werden.
ARO hat im April 2014 das Schutzschirmverfahren erfolgreich abgeschlossen. Vor allem die hohen Mietkosten konnten durch Schließungen und Reduzierung der durchschnittlichen Verkaufsflächen um mehr als die Hälfte entscheidend gesenkt werden. Etwa 300 Mitarbeiter in 60 Filialen blieben im Unternehmen.
Ende August 2015 meldete ARO allerdings erneut Insolvenz an. Noch bis Ende des Jahres wurden in vier Filialen Restposten verkauft. Die Staatsanwaltschaft Nürnberg-Fürth ermittelte gegen Michael A. Roth wegen Betrugs und Insolvenzverschleppung. Das Verfahren wurde eingestellt.

## Sonstiges
Unternehmensgründer und -besitzer Michael A. Roth, der auch mit über 70 Jahren noch die Führung der GmbH innehatte, wurde 2002 für seine unternehmerische Lebensleistung mit dem Bundesverdienstkreuz ausgezeichnet.